# Howard Bowen
Howard Bowen, né le 27 octobre 1908 et mort le 22 décembre 1989, est un économiste américain. Il est connu en France pour son rôle précurseur dans l'émergence de la notion de responsabilité sociétale des entreprises (corporate social responsibility en anglais), à travers son ouvrage fondateur Social Responsibilities of the Businessman (1953)

## Carrière
Bowen commence sa carrière post-doctorale à la London School of Economics and Political Sciences :
- il devient un familier de John Maynard Keynes au moment de la publication de son œuvre majeure, la théorie générale de l'emploi, de l'intérêt et de la monnaie ;
- il occupe une place d'observateur privilégié sur le sol d'une Europe en proie aux conséquences de la grande dépression[1].

À son retour aux États-Unis, il sert à Washington en dirigeant le Business Structure Unit du ministère du Commerce pendant les années de guerre, puis entre dans une firme de Wall Street en 1945. Il est désigné deux ans plus tard comme doyen du College of Commerce and Business Administration de l'Université de l'Illinois, par son nouveau président. George D. Stoddard a été appelé à la tête de l'Université de l'Illinois pour la tirer d'un sommeil conservateur qui a ruiné sa réputation. Dans ce sillage, pour remplir la mission qui lui est confiée, Bowen lance un programme de réformes musclées :
- recrutement de jeunes universitaires prometteurs ;
- transformation des structures pour casser les bastilles mandarinales ;
- création de nouveaux programmes visant en particulier à l'interdisciplinarité, l'instauration de liens entre les techniques de gestion et les sciences sociales, sans craindre d'introduire des disciplines nouvelles comme les statistiques ou la « Responsabilité Sociale du Busines et la relation des décisions de l'entreprise à l'économie globale ». À l'issue d'une controverse qui met en cause les keynésiens, Bowen préfère démissionner en janvier 1951[2].

Selon J. Pasquero, Howard Bowen était un économiste doublé d'un homme d'action protestant.

## Social Responsibilities of the Businessman
L'ouvrage de Bowen qui définit la RSE comme discipline transversale du management, publié en 1953, est le fruit d'une commande institutionnelle des églises protestantes américaines. L'un des inspirateurs de cette démarche est un manageur, une personnalité dont l'autorité est reconnue par ses pairs, mais aussi dans le champ académique et dans les sphères politiques de Washington : Chester Barnard a dirigé l'une des plus grandes firmes  du pays, Americain Telephone and Telegraph Company, a présidé plusieurs agences fédérales, puis la fondation Rockefeller. Il est resté comme l'un des fondateurs des théories des organisations et du leadership. Son ouvrage classique, s'achevait par un très substantiel chapitre intitulé « The nature of executive responsability ». Dans cette perspective, Barnard participa à la conception du projet « Éthique chrétienne et vie économique » lancé en 1949 par le Federal Council of Churches qui avec le soutien financier de la fondation Rockefeller, donnera lieu à six publications dont Social Responsibilities of the Businessman. L'ouvrage fondateur se place ainsi à l'intersection de deux démarches :
- la clarification de la responsabilité au cœur du management et de la théorie des organisations ;
- la construction d'une éthique économique à l'initiative de la Fédération des églises protestantes américaines[4].

Bowen cherche à apporter une réponse à une question ancienne qui demeure d'actualité : comment peut-on contrôler et réguler l'entreprise privée dans le sens de l'intérêt public ? Bowen propose quatre mécanismes de réponses : la concurrence ; la régulation publique ; les contre-pouvoirs tels que syndicats, organisations de consommateurs, coopératives ; l'auto-régulation. 
L'optimum est obtenu par la conjugaison de l'ensemble de ces mécanismes, la RSE permet d'articuler ces quatre réponses à condition de respecter deux contraintes incontournables :
- le dirigeant doit renoncer à son système de valeurs personnel au profit de normes en vigueur dans les communautés où agit son entreprise ;
- la profession de manageur de grande firme entraîne non pas l'abolition mais le renversement de la théorie de la main invisible d'Adam Smith. Ce n'est plus le marché qui permet d'atteindre le bien commun mais au contraire, c'est viser le bien commun qui est la condition préalable au maintien de la libre entreprise, surtout lorsque le pouvoir de ses dirigeants devient planétaire[5].

## Ouvrages
- Toward Social Economy (1948)
- Social Responsibilities of the Businessman (1953)
- The Business Enterprise as a Subject for Research (1955)
- Automation and Economic Progress (1966)
- Technology and Employment (1966)
- The Finance of Higher Education (1968)
- Efficiency in Liberal Education (1971)
- Who Benefits from Higher Education--and Who Should Pay? (1972)
- Evaluating Institutions for Accountability (1974)
- Investment in Learning (1977)
- The Costs of Higher Education (1980)
- The State of the Nation and the Agenda for Higher Education (1982)
- American Professors: A National Resource Imperiled (1986)
- Academic Recollections (1988)